# تشيو بو
تشيو بو (بالصينية: 邱波) هو غطاس صيني، ولد في 31 يناير 1993 في نيجيانج في الصين.

## وصلات خارجية
- تشيو بو على موقع الاتحاد الدولي للسباحة (الإنجليزية)
- تشيو بو على موقع قاعدة بيانات الغوص IAT (الألمانية)
- تشيو بو على موقع اللجنة الأولمبية الدولية (الإنجليزية)
- تشيو بو على موقع أوليمبيديا (الإنجليزية)